# Waptia
Waptia fieldensis es una especie de artrópodos extintos cuyos restos se recuperaron de estratos del Cámbrico Medio en el lagerstätte del Esquisto de Burgess en Canadá. Alcanzaba una longitud máxima de 8 cm y se parecía al camarón moderno tanto en morfología como en hábitos. Tenía un gran caparazón bivalvado y un cuerpo segmentado que terminaba en un par de aletas caudales. Era un nadador activo, alimentándose de partículas orgánicas que recogía del sustrato del fondo marino. También es uno de los animales más antiguos con evidencia directa del cuidado de sus crías. Con base en el número de individuos, Waptia fieldensis es el tercer artrópodo más abundante de la formación de Esquisto de Burgess, con miles de especímenes recolectados. Fue uno de los primeros fósiles hallados por el paleontólogo estadounidense Charles D. Walcott en 1909. Lo describió en 1912 y lo nombró en referencia a dos montañas cercanas al sitio de su descubrimiento, los montes Wapta y Field. Waptia fieldensis es la única especie clasificada bajo el género Waptia. Aunque tiene un notable parecido con los crustáceos modernos, sus afinidades taxonómicas siguen siendo poco claras. Actualmente se clasifica como un crustáceo del grupo troncal y se incluye tentativamente en el clado Crustaceomorpha.

## Descripción
Waptia fieldensis tenía una longitud corporal máxima de 8 cm. El exoesqueleto era muy delgado y fácilmente distorsionado por la fosilización. Poseía un gran caparazón bivalvado que era estrecho en la parte delantera con amplios márgenes posteriores que cubrían el cefalón y la mayor parte del tórax. El cefalón tenía cinco somitas cortos (segmentos de cuerpo) con tres a cinco pares de apéndices de alimentación pequeños y mal preservados.
Un solo par de antenas largas y esbeltas está presente, cuyos segmentos son relativamente pocos y alargados. Fueron muy probablemente utilizados como órganos sensoriales, ya que la mayoría de los segmentos poseen cerdas pequeñas. Un par de estructuras lobuladas cortas (posibles antenas) también están presentes, y su posición se corresponde con la ubicación del segundo par de antenas en los crustáceos modernos. Entre ellos hay una pequeña placa rostral triangular con una cresta central estrecha y afilada.
Los ojos compuestos bien desarrollados sobresalían de la cabeza. Las sorprendentes similitudes morfológicas de los ojos de Waptia fieldensis con la de los actuales camarones mísidos hacen muy probable que fueran capaces de producir imágenes visuales verdaderas o al menos sensibles al movimiento. También puede haber estado presente un ojo medio. Se ha identificado tejido nervioso, incluyendo un posible cerebro.
El tórax se divide en dos grupos de somitas. El grupo anterior se compone de cuatro somitas, cada una con extremidades caminantes bien desarrolladas con longitudes que se extienden más allá de los márgenes del caparazón. Sus detalles morfológicos no están bien conservados, pero sus segmentos distales parecen poseer una multitud de pequeñas espinas. Se desconoce si estos miembros son birramos, pero se supone que son los endopoditas, las ramas internas (ramos) de la pierna, con los exopoditas, o ramas externas, ausentes o no conservadas.
El grupo torácico posterior está formado por seis somitas, cada una de las cuales posee un par de largos apéndices articulados. Los segmentos de estos apéndices son más largos cerca del cuerpo y se estrechan hacia los segmentos distales flexibles, extendiéndose más allá del caparazón. Llevan una franja de filamentos largos y delgados, todos los cuales están dirigidos hacia el centro del cuerpo, una característica compartida por los crustáceos actuales. Aunque usualmente se aplastaban en forma de cuchillas en el proceso de fosilización, los filamentos eran tubos cilíndricos delgados cuando el animal estaba vivo. Los filamentos en el segmento superior se agrupan a menudo juntos. Se cree que estos apéndices son los exopoditos y pueden haber funcionado como branquias y como miembros de natación. Son posiblemente biramos, con algunos especímenes que demuestran rastros de lo que pueden ser exopoditos pequeños en sus bases.
El abdomen está compuesto de cinco somitas, todas las cuales carecen de apéndices excepto el último. Los márgenes hacia atrás de estas somitas tienen espinas pequeñas y cuatro o más espinas mayores. El último somita abdominal se bifurca en un par de apéndices aplastados (los urópodos) que funcionan como un abanico en su cola (ramos caudales). Además de estabilizar el cuerpo mientras nadaba, un movimiento rápido del abanico de la cola podía propulsar al animal al revés rápidamente, lo que pudo haber funcionado como medio de escape de los depredadores, como en el camarón moderno. Trazas de cuatro segmentos fusionados son evidentes en las tres líneas débiles que dividen cada lóbulo del abanico de la cola. Un largo telson está presente en el extremo del cuerpo. También se pueden observar en algunos especímenes rastros de un estómago redondeado, pequeñas glándulas digestivas y un intestino que termina en una pequeña abertura anal en el telson.

## Descubrimiento

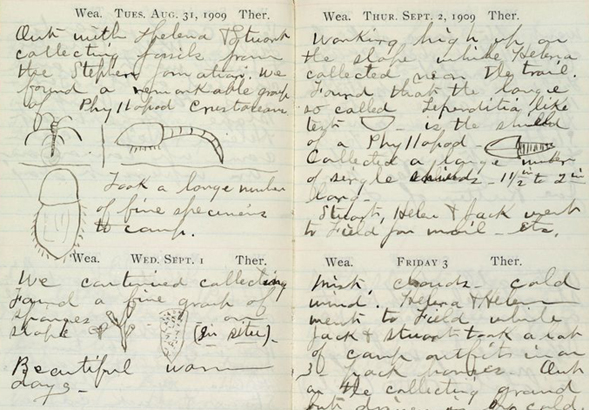
Cuaderno de campo de Charles D. Walcott (del 31 de agosto al 3 de septiembre de 1909) detallando el descubrimiento de los fósiles del Esquisto de Burgess. Hay tres artrópodos dibujados en la entrada del 31 de agosto – Marrella, Waptia y Naraoia.

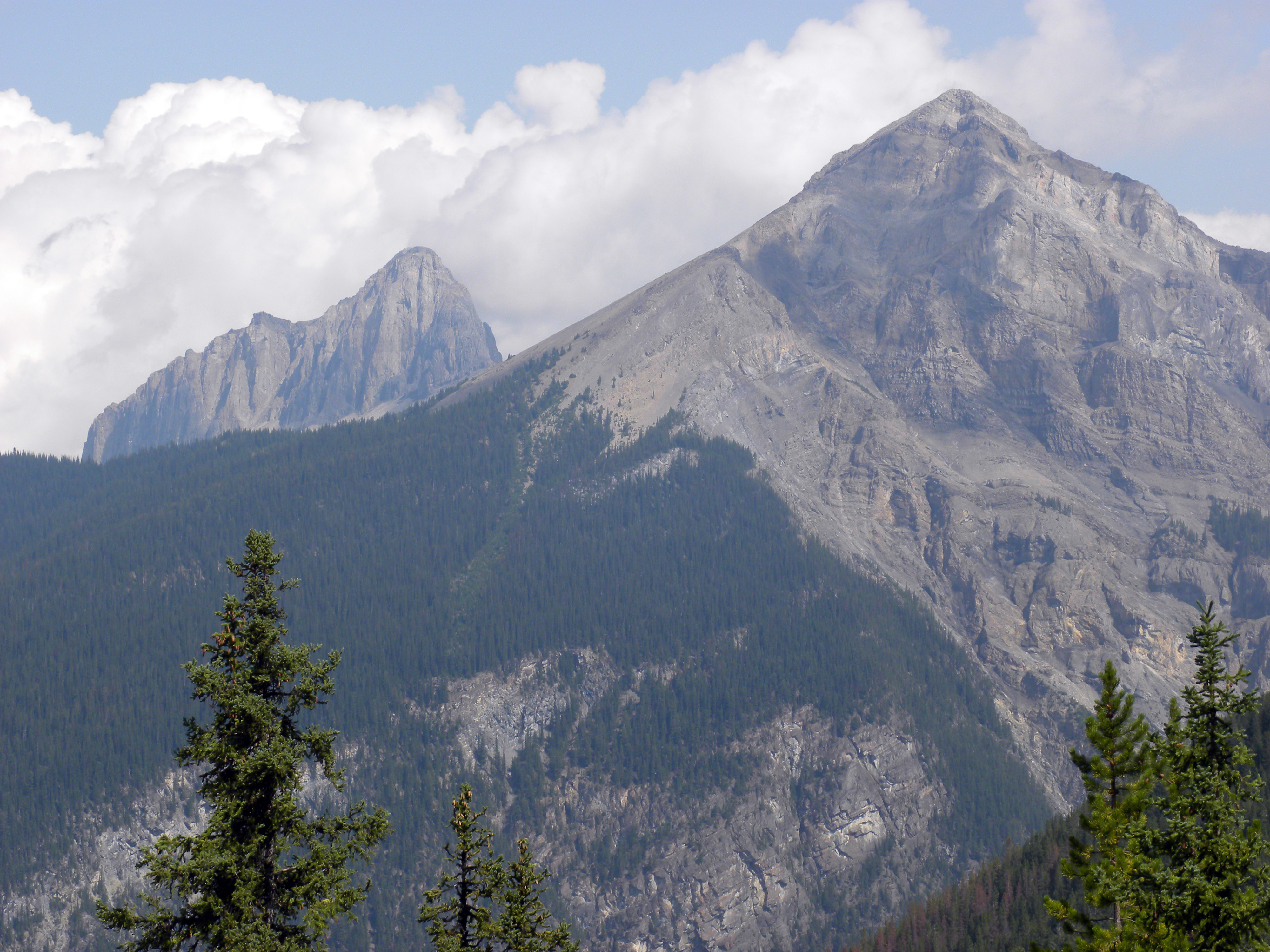
El Monte Field con el Monte Wapta en el fondo, cerca de Field (Columbia Británica), Canadá.

Waptia fieldensis fue unos de los primeros fósiles descubiertos por Charles D. Walcott en el esquisto de Burgess en agosto de 1909. Un boceto burdo de Waptia puede verse en su diario en la entrada del 31 de agosto de 1909, junto a bocetos de Marrella y Naraoia. La descripción formal de la especie fue publicada por Walcott en 1912. La especie fue nombrada haciendo referencia a dos montañas conectadas por la cresta montañosa que abarca a la localidad del Esquisto de Burgess, el monte Wapta y el monte Field en el parque nacional Yoho, Columbia Británica, en Canadá. A su vez, el nombre del monte Wapta proviene de la palabra nakoda wapta, que significa "agua que corre"; mientras el monte Field fue nombrado por el pionero estadounidense de las telecomunicaciones, Cyrus West Field.

## Tafonomía

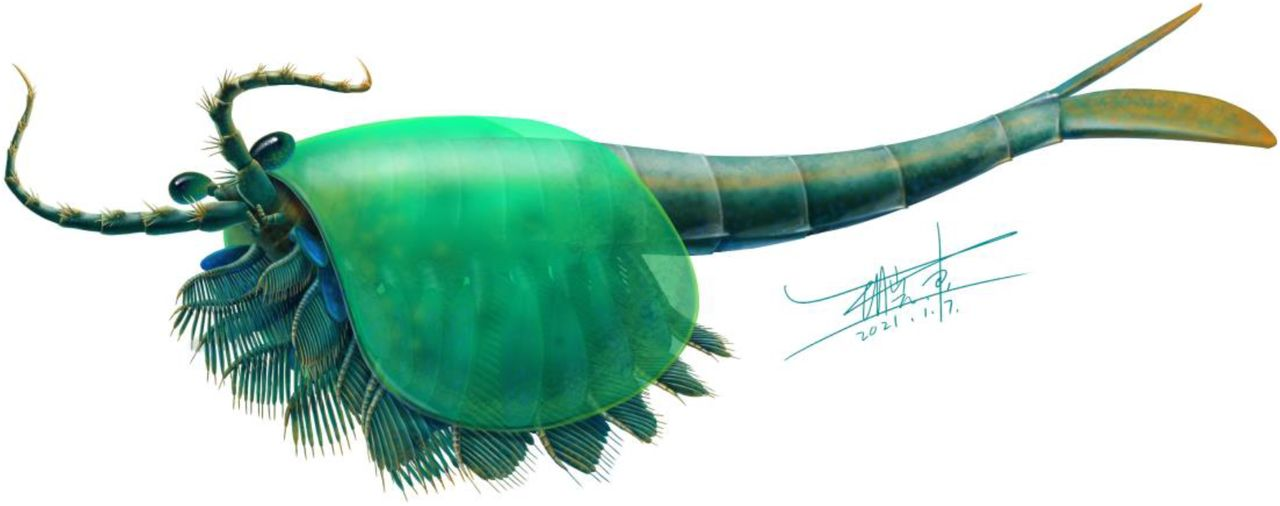
Reconstrucción de Waptia fieldensis.

Los especímenes de Waptia fieldensis fueron recuperados en el lagerstätte del esquisto de Burgess en Canadá, el cual data del período Cámbrico Medio (hace 510 a 505 millones de años). La localidad se encontraba en aquella época a unos 200 m bajo el agua; estaba localizada en el fondo de un mar tropical cálido y poco profundo adyacente a un acantilado submarino de caliza (que forma ahora la Formación Cathedral Limestone). Los deslizamientos submarinos causados por el colapso de partes del acantilado de caliza enterrarían periódicamente a los organismos en el área (así como a los organismos arrastrados por los deslizamientos) en arcilla de grano fino que mucho después se volvería esquisto.
Basándose en el número de individuos, Waptia fieldensis constituye cerca del 2.55 % del número total de organismos recuperados del Esquisto de Burgess, y 0.86 % del Gran Lecho de Filópodos. Esto lo convierte en el tercer artrópodo más abundante en el Esquisto de Burgess (después de Marrella y Canadaspis). Solo el National Museum of Natural History aloja a más de cien especímenes fosilizados de esta especie, procedentes del Esquisto de Burgess. Los restos de Waptia fieldensis son hallados frecuentemente desarticulados, con partes que permanecieron muy cercanas unas de otras.
Varios posibles especímenes de W. fieldensis fueron también recuperados del Miembro Spence Shale de la Formación Langston del Cámbrico Medio en Utah, Estados Unidos en 2008.

## Taxonomía
Waptia fieldensis es la única especie aceptada bajo el género Waptia. Este a su vez es clasificado bajo la familia Waptiidae (establecida por Walcott en 1912), el orden Waptiida (establecido por Leif Størmer en 1944), y (tentativamente) el clado Crustaceomorpha. Las primeras reconstrucciones de Waptia fieldensis hechas por Charles R. Knight en 1940 lo representaban erróneamente como un camarón primitivo, pero los paleontólogos posteriores lo consideran como uno de tantos artrópodos del Esquisto de Burgess cuya posición taxonómica precisa se desconoce.
 Algunos autores han sugerido que podría estar incluido dentro de los crustáceos, pero como muchos crustaceomorfos del Cámbrico, las piezas bucales no se preservaron, lo que hace imposible clasificarlo con seguridad dentro del grupo corona de los crustáceos. Otros han propuesto que puede estar relacionado con los crustáceos de manera distante, siendo al menos un miembro del grupo troncal de los crustáceos, o incluso de todos los artrópodos. A pesar de ser una de las primeras especies recuperadas del Esquisto de Burgess y la tercera más abundante en fósiles, aún no existe un trabajo en profundidad sobre la morfología de Waptia fieldensis.
En 1975, se describió una especie aparentemente muy similar de los estratos del Cámbrico Inferior (entre 515 a 520 millones de años) del Lagerstätte del Esquisto de Maotianshan en Chengjiang, China. Esta fue situada originalmente en el género Mononotella un animal similar a los ostrácodos, como Mononotella ovata. En 1991, Xian-Guang Hou y Jan Bergström lo reclasificaron bajo el nuevo género Chuandianella gracias al descubrimiento de especímenes más completos que hicieron más aparente su semejanza con W. fieldensis. Como W. fieldensis, Chuandianella ovata tenía un caparazón bivalvado con una cresta medial, un par de ramos caudales, un único par de antenas, y ojos sobresalientes. En 2004, Jun-Yuan Chen lo transfirió tentativamente al género Waptia. Sin embargo, C. ovata tenía ocho somitas abdominales en contraste con los cinco de W. fieldensis. Sus patas eran birramos y no estaban diferenciadas, a diferencia de las de W. fieldensis. Otros autores niegan ue estas diferencias sean suficientes como para separarlo de Waptia en su propio género.
En 2002, una segunda especie similar, Pauloterminus spinodorsalis, fue recuperada de rocas del Cámbrico Inferior del Lagerstätte de Sirius Passet en la Formación Buen en el norte de Groenlandia. También fue identificada como un posible wáptido. Como ocurre en C. ovata tenía apéndices birramos no diferenciados, pero solo tenía cinco somitas abdominales como en W. fieldensis. No obstante, la mala preservación de los especímenes de P. spinodorsalis, particularmente de los apéndices de la cabeza, hacen difícil dilucidar su asignación taxonómica. Esta dificultad se encuentra agravada por la evidencia de que los fósiles de P. spinodorsalis pueden ser de hecho mudas (exuvias), y no del animal real.

## Ecología
Además de su notoria similitud superficial con los camarones actuales, Waptia fieldensis además parece haber tenido hábitos muy similares a estos. Ellos eran detritívoros que habitaban en los fondos (nectobénticos). La carencia de apéndices de alimentación fuertes indica que probablemente se alimentaban al tamizar el suelo marino en busca de partículas orgánicas comestibles. Sus colas y los filamentos en forma de pluma de sus somitas torácicos posteriores además implican que eran nadadores activos.
En 2015, se identificaron nidadas con huevos en seis especímenes del Esquisto de Burgess. El tamaño de las nidadas era pequeño, apenas conteniendo más de 24 huevos, pero cada huevo era relativamente grande, con un diámetro promedio de 2 mm. Estos estaban insertos dentro del caparazón, sujetos a lo largo de la superficie interna. Junto con Kunmingella douvillei de la biota de Chengjiang (unos 7 millones de años más antigua que la del Esquisto de Burgess), el cual también poseía huevos fosilizados preservados dentro del caparazón, constituyen la más antigua evidencia directa de cuidado de las crías y de selección K entre los animales. Esto indica que estos organismos probablemente vivían en un ambiente que requería que tomaran medidas especiales para asegurar la supervivencia de sus crías.